# Kelemen Károly
Kelemen Károly (Győr, 1948. december 31. – 2024. december 1. vagy előtte) magyar festő és szobrász (művésznevei: Kelemen Kettenbrücke, Kelemen Teddy).

## Életpályája
1970 és 1974 között a Magyar Képzőművészeti Főiskola hallgatója volt. 1976-ban a Rózsa presszóban performanszokat és akciókat szervezett. 1981-ben elnyerte az Aranypaletta díjat a cagnes-sur-meri XIII. Nemzetközi Festészeti Fesztiválon. 1982-ben megalapította a Budapest V. ker. Falk Miksa utcai műtermében a Rabinext galériát, amely az adott időszakban az ország első magángalériája volt. 1986-ban művei a Velencei Biennálén szerepeltek. 1994 folyamán a Római Magyar Akadémia ösztöndíjasa, 1998-ban pedig a firenzei Villa Romana vendégművésze volt.
2013-ban Munkácsy Mihály-díjat kapott.
Az 1970-es évek óta rendszeresen szerepelt különböző csoportos tárlatokon.
Budapesten és Szentendrén élt és dolgozott.

## Díjai, elismerései
- Premier Palette d’Or, 13e festival international de la peinture, Musée du Château, Cagnes-sur-Mer, aranyérem (Aranypaletta-díj) (1981)
- A Magyar Érdemrend tisztikeresztje kitüntetés (2009)
- Munkácsy Mihály-díj (2013)

## Stílusa
Pályája az ún. újavantgárdhoz kötődött. A modernizmus válságát, az avantgárd demitologizálásának fontosságát Kelemen vetette fel elsőként a magyar művészetben. Szellemi lehetőségként és nem abszolút értékként kezeli ezt a stílust is, így történelmi viszonylagosságát próbálta meg ábrázolni. Művészettörténeti idézetekkel, utalásokkal dolgozott.
Az 1979-ben bemutatott radírfestmény-sorozata reprodukciókban megjelenő képmásokon, dokumentumfotókon alapul. Egymásra halmozott vonalak festői gesztusával, egyedi technikával – radírral – dolgozza fel, alakítja át a nemzetközi avantgárd jeles személyiségeinek akcióit, performanszait és műveit. A radírozás szimbolikusan több szinten is értelmezhető. Egyrészt dekoratív motívumként jelentkezik, másrészt az új generáció viszonyát fejezi ki a klasszikus avantgárddal szemben, amit már történelmi távlatból figyel (Beuyseurasia, 1978; Jackson Pollock akció közben, 1978).  Kelemen radír-gesztusa az absztrakt expresszionizmus inverze: nem az ürességet tölti meg tartalommal, hanem a már megalkotott tartalmat újraértékelve azt részben eltünteti.
Az 1980-as évektől festette Teddy-sorozatát. Festészete újeklektikus stílusú, a művészettörténeti tradíció különböző rétegeit, kompozíciós toposzait egyesítette. A konstruktivizmus és a pop-art egyaránt hatott rá, de Poussin, Ingres, Cézanne, Picasso, Giorgio de Chirico, Nolde is inspirálta. A manierista, barokk vagy tizenkilencedik századi motívumokat figuratív neoexpresszionista festésmóddal jelenítette meg. A művész saját megfogalmazása szerint a művészettörténet összes toposzát „kultúrszemétdombnak” tekintette és eklektikus „vizuális patchworkként” használta, megmaradva a táblakép műfajánál. A 21. században digitális festményeket is készített.

## Egyéni kiállításai
- 1979 • Stúdió Galéria, Budapest • Fiatal Művészek Klubja, Budapest • Bercsényi 28–30 Galéria, Budapest
- 1980 • Molnár B. Ifjúsági Ház, Miskolc • Fiatal Művészek Klubja, Budapest • Bercsényi 28–30 Galéria, Budapest
- 1981 • Dorottya u. Galéria, Budapest
- 1983 • Rabinext Stúdió, Budapest • IIIe rétrospective des lauréats, Musée du Château, Cagnes-sur-Mer
- 1987 • Pécsi Galéria, Pécs • Galerie Eremitage, Nyugat-Berlin
- 1988 • Fészek Klub, Budapest • Le Génie de la Bastille, Portes ouvertes à l’Europe, Studio Pruszkowski, Párizs • Galerie Ermitage, Nyugat-Berlin
- 1992 • Fészek Galéria, Budapest
- 1993 • Dovin Galéria, Budapest (kat.) • Francia Intézet, Budapest
- 1994 • Ludwig Múzeum, Budapest [Bachman Gáborral]
- 1995 • Avantgarde Galerie V. Menshikoff, Berlin • Csók Képtár, Székesfehérvár • Ne-velők Háza, Pécs
- 1996 • Dovin Galéria, Budapest • Rátz Stúdió Galéria, Budapest
- 1997 • Fészek Galéria, Budapest • Danczkay Galéria, Budapest
- 1998 • Pécsi Galéria, Pécs • Pannon Pipe Galéria, Budapest • Pécsi Galéria, Pécs • Villa Romana, Firenze • Euroart – Les Drassanes, Barcelona • Dovin Galéria, Budapest
- 2000 • Galéria ’56, Budapest
- 2008 • Városi Művészeti Múzeum, Győr • MemoArt Galéria, Budapest.
- 2012 • Átfestett Ikonok, Ernst Múzeum, Budapest
- 2023 • Lázadó festékek, acb Plus, Budapest

## Részvétele csoportos kiállításokon (válogatás)
- 1974 • Stúdió ’74, Ernst Múzeum, Budapest
- 1975 • Comics, Fiatal Művészek Klubja, Budapest
- 1977 • Kiállítás és bál, Ganz-Mávag Művelődési Központ, Budapest
- 1978 • 7. Krakkói Grafikai Biennálé, Krakkó
- 1979 • Rajzolsz?, Fiatal Művészek Klubja, Budapest
- 1980 • Tendenciák 1970-1980, 2., Másodlagos realizmus, Óbuda Galéria, Budapest • Stúdió ’80, Műcsarnok, Budapest
- 1981 • 13e festival international de la peinture, Musée du Château, Cagnes-sur-Mer
- 1982 • Art hongrois contemporain, Musée Cantini, Marseille
- 1983 • Borbás, ~, Kazovszkij, Záborszky, Óbudai Pincegaléria, Budapest • Bak, Birkás, Károlyi, ~, Lengyel, Sarkadi, Tolvaly • Rabinext Stúdió, Vajda Lajos Stúdió Galéria, Szentendre
- 1984 • Frissen festve, Ernst Múzeum, Budapest
- 1985 • Unkarin maalaustaidetta 1945-1985, Kaupungintalon Ala-Aula, Helsinki • Új szenzibilitás III., Budapest Galéria Lajos u., Budapest • A XX. sz. képzőművészete magángyűjteményekben 2., Vörösváry Ákos újabb kísérlete • rosa, rosa, neurosa, Budapest Galéria Lajos u., Budapest • Hommage à Giorgio de Chirico, Fészek Galéria, Budapest • Magyar festők három nemzedéke, Műcsarnok, Budapest
- 1986 • Eklektika ’85, Magyar Nemzeti Galéria, Budapest • Vier ungarische Maler aus Budapest, Galerie Rolands-hoff, Rolandsecke (Német Szövetségi Köztársaság) • Ungheria • Bak, Birkás, ~, Nádler, XLII. Velencei Biennálé, Velence
- 1987 • Új szenzibilitás IV., G. der Stadt, Villa Merkel, Esslingen és Pécsi Galéria, Pécs • Kortárs magyar képzőművészet, Műcsarnok és Galerie der Künstler, München
- 1988 • Wegierska Sztuka Mlodych, G. polskiego stowaryszenia edukacji plasztycznej, Wrocław • Budapest ’88 • 8 ungarische Maler, Galerie Knoll, Bécs és Arti et Amisitiae, Amszterdam • Találkozások • Osztrák és magyar képzőművészek közös kiállítása, Zentralsparkasse und Kommerzialbank, Bécs
- 1989 • Kunst heute in Ungarn, Neue Galerie Sammlung Ludwig, Aachen • Madarské vytvarné umení XX. století (1945-1988), Národni G., Prága • Budapester Belvedere • Zeitgenössische ungarische Kunst, Kampnagelfabrik KX, Hamburg
- 1990 • Kunst der 80er Jahre, Neue Galerie am Landesmuseum Joanneum, Graz • 13 antystów z Wegier, G. Zacheta, Warszawa
- 1991 • Kortárs művészet. Válogatás a Ludwig Múzeum és a Magyar Nemzeti Galéria gyűjteményéből, Magyar Nemzeti Galéria, Budapest • Metafora, Pécsi Galéria, Pécs és Kennesaw State College, Marietta (Georgia, USA)
- 1992 • Hungarica, a 80-as évek művészete, M., Bolzano • Űr, Vajda Lajos Stúdió Galéria, Szentendre • Bevezetés a kortárs művészetbe, Csók Képtár, Székesfehérvár • Lineart. International Art Fair 20th Century, Eve Art G., Ghent
- 1993 • Hungarica, a 80-as évek művészete, Palazzo Braschi, Roma • Questioning of Palladio, Villa Foscarini Rossi, Stra (OL) • Konfrontationen • Neuerwerbungen 1990-1993, Museum Moderner Kunst, Bécs • Na-Ne Galéria, Budapest • Mi, "kelet-franciák". Magyar művészet 1981-89. A huszadik század magyar művészete, Csók Képtár, Székesfehérvár
- 1996 • European Art Forum, ~, L. Moholy-Nagy, Galéria ’56, Berlin
- 1996 • Művek és magatartás, Csók Képtár
- 1997 • Trois couleurs, Francia Intézet, Budapest • Olaj/Vászon, Műcsarnok, Budapest • Diaszpóra (és) művészet, Zsidó Múzeum és Levéltár, Budapest • Transit, Magyar Akadémia, Róma • Kunstmarkt – Erdész Galéria, Köln • Art International – Eve Art Gallery, J. Javits Center, New York • FIAC, Párizs • Magyar jelenlét, Zacheta G., Varsó • Rózsa Presszó, Ernst Múzeum, Budapest
- 1998 • Alagút kiállítás, Inter Galéria, Budapest
- 1999 • Ungarn 2000, Galerie der Künstler, München • Kortárs gyűjtemény, Városi Képtár, Győr • Kunstmarkt – Erdész Galéria, Köln • Kunstmarkt – Eve Art Galerie, Frankfurt • Galerie der Stadt Fellbach, Fellbach
- 2000 • Nézőpontok/Pozíciók, Közép-európai művészet 1949-1999, Museum Moderner Kunst, Bécs és Kortárs Művészeti Múzeum/Ludwig Múzeum, Budapest • Történelem/kép, Magyar Nemzeti Galéria, Budapest
- 2001 • Die Sammlung. MUMOK, Wien
- 2004 •  Passage d’ Europe / A Certain Look at Central and Eastern European Art. Saint-Etienne, Musée D’Art Moderne de Saint-Etienne Metropole

## Könyvek, katalógusok
- Kelemen Károly, Studió Galéria, Budapest, Dorottya utcai Kiállítóterem, Budapest
- Képek 1978-1993, Dovin, Budapest, 1993 (magyar–angol)
- Kelemen Károly, Ludwig Múzeum Budapest – Szent István Király Múzeum – Csók István Képtár, Székesfehérvár, 1995. Bevezető szöveg: Hegyi Lóránd, tanulmány: Földényi F. László (magyar–angol –német)
- A Portrait of the Artist as a Teddy Bear. Kelemen Károly Retrospektív 1975–2002. Jelenkor Kiadó, Pécs, 2002 (magyar–angol)

## Művei közgyűjteményekben
- Első Magyar Látványtár, Tapolca-Diszel
- Galerie der Stadt Esslingen, Esslingen
- Szent István Király Múzeum, Székesfehérvár
- Janus Pannonius Múzeum, Pécs
- Kortárs Gyűjtemény, Paks
- Museum Moderne Kunst/Stiftung Ludwig, Bécs
- Magyar Nemzeti Galéria, Budapest
- Kortárs Művészeti Múzeum/Ludwig Múzeum, Budapest
- Neue Galerie am Landesmuseum Joanneum, Graz
- Tragor Ignác Múzeum, Vác
- Zsidó Múzeum és Levéltár, Budapest